# Stade Jos Nosbaum
Stade Jos Nosbaum – stadion piłkarski położony w południowym Luksemburgu, w miejscowości Dudelange. Do 1991 roku siedziba klubu US Dudelange. Aktualnie siedziba klubu F91 Dudelange. Stadion ma pojemność 2 558 osób.